# مدرسة صيفية
المدرسة الصيفية هي مدرسة أو برنامج ترعاه عادةً مدرسة أو منطقة مدرسية، أو تُقدمه شركة خاصة، ويُقدم دروسًا وأنشطة خلال العطلة الصيفية. وقد ثبت أن للمشاركة في المدارس الصيفية آثارًا إيجابية كبيرة على التعليم.